# Heptaxodontidae
De Heptaxodontidae of reuzenhutia's zijn een familie van uitgestorven knaagdieren uit de superfamilie Chinchilloidea (chinchilla-achtigen) die tijdens het Pleistoceen en Holoceen op de Antillen leefden. 

## Classificatie
Ondanks de naam "reuzenhutia's" zijn de Heptaxodontidae niet nauw verwant aan de echte hutia's, maar behoren ze tot de Chinchilloidea. De familie omvat twee onderfamilies.
- Onderfamilie Clidomyinae
  - Clidomys osborni

- Onderfamilie Heptaxodontinae
  - Amblyrhiza inundata
  - Elasmodontomys obliquus
  - Quemisia gravis
  - Xaymaca fulvopulvis (?)

## Fossiele vondsten
Fossielen van Heptaxodontidae zijn gevonden op Hispaniola, Jamaica, Puerto Rico, Anguilla, Sint Maarten en Saint-Barthélemy. Vermoed wordt dat bejaging door de eerste inwoners van de Antillen een rol speelde in het uitsterven van de reuzenhutia's.

## Kenmerken
De Heptaxodontidae waren grote knaagdieren met het formaat van een pacarana tot Amerikaanse zwarte beer. Ze leefden op de grond en het waren herbivoren.